# Hohe Lilie (Leipzig)

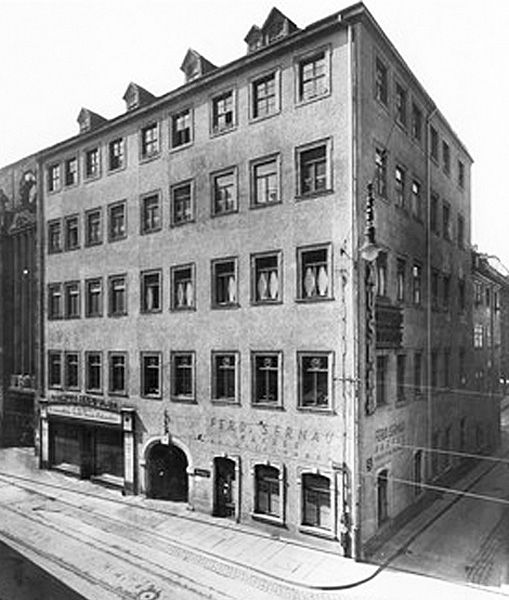
Das Haus Hohe Lilie um 1920

Hohe Lilie war der Name eines bis 1943 bestehenden Wohn- und Geschäftshauses in der Leipziger Innenstadt. Es war das Geburtshaus der Pianistin und Komponistin Clara Schumann (1819–1896).

## Lage und Gestalt
Die Hohe Lilie war das Eckhaus vom Neumarkt (bis 1839 Neuer Neumarkt) zum Preußergäßchen und hatte die Hausnummer Neumarkt 28. Es war ein verhältnismäßig schmuckloses fünfgeschossiges Gebäude. Zum Neumarkt besaß es neun Fensterachsen, zum Preußergäßchen sechs. Im Erdgeschoss waren Ladengeschäfte untergebracht, in den Obergeschossen befanden sich Wohnungen. Ein Torbogendurchgang führte zum Hof, in dem sich am Flügel zum Preußergäßchen Balkongalerien befanden.

## Geschichte
Die erste Erwähnung eines Gebäudes auf diesem Grundstück datiert aus dem Jahr 1539, wo von einem Gasthof die Rede ist, der 1559 mit zur güldenen Lilie und in einem anderen Schriftstück als zur hohen Lilie bezeichnet wird. Das Gebäude in seiner späteren Form wurde 1693, allerdings noch viergeschossig, für einen Dr. Konrad errichtet. 1748 wurde es durch den Leipziger Barockbaumeister Christian Döring (1677–1750) um einen Stock erhöht zu der zuletzt bekannten Form.

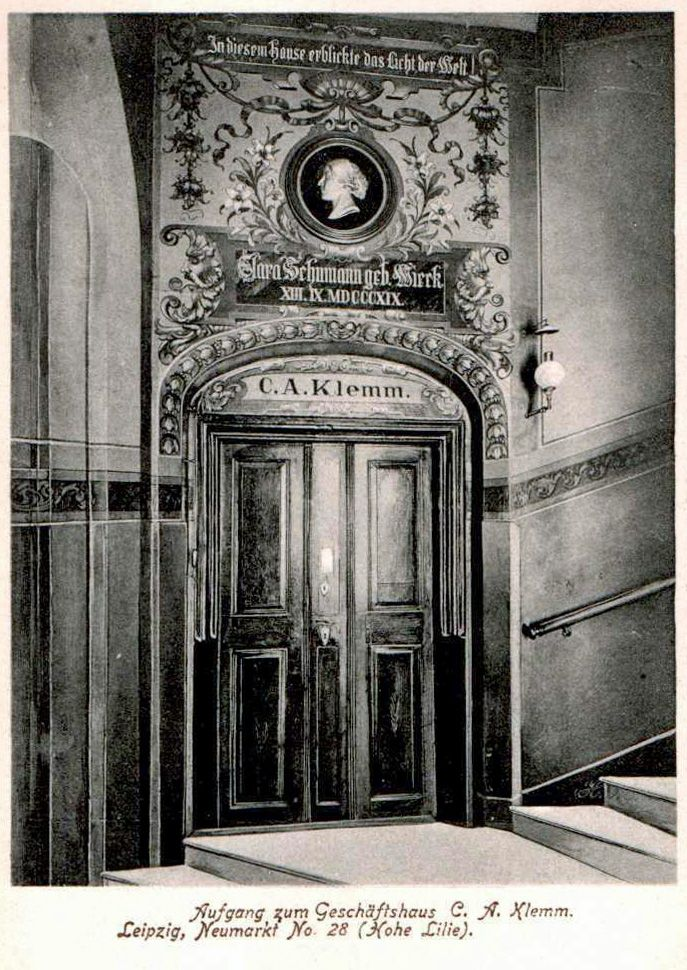
An Clara Schumann erinnernder Eingang in der Hohen Lilie

1818 zog in eine der Wohnungen des Hauses die Familie des Musikalienhändlers und Musikpädagogen Friedrich Wieck (1785–1873). Am 13. September 1819 wurde hier die Tochter Clara geboren, die spätere Ehefrau Robert Schumanns (1810–1856). Bereits 1821 zog die Familie in eine Wohnung im Salzgäßchen um. Der Musikalienverlag Carl August Klemm, der aus Plauen nach Leipzig in die Hohe Lilie gezogen war, gestaltete seine Eingangstür in Erinnerung an Clara Schumann.
Um 1910 wurden im Areal zwischen Petersstraße, Preußergäßchen und Neumarkt Grundstücke aufgekauft, um nach Abriss der bestehenden Bebauung für die Firma Theodor Althoff (1858–1931) ein großes Warenhaus zu errichten. Auch die Hohe Lilie war betroffen. Aber ihr Besitzer zu dieser Zeit, der Kolonialwarenhändler Ferdinand Sernau, verweigerte den Verkauf. So musste die Ecke der Hohen Lilie aus den Bauplänen des Warenhauses ausgespart bleiben, und Clara Schumanns Geburtshaus blieb erhalten.
Beim Luftangriff auf Leipzig vom 4. Dezember 1943 wurden sowohl das Warenhaus als auch das Haus Hohe Lilie zerstört. Während das Warenhaus in mehreren Schritten als Centrum Warenhaus wieder errichtet wurde, blieb die Hohe Lilie zunächst Brachfläche, bis sie in einem der Rekonstruktionsschritte des Warenhauses als Flachbau in das Kaufhaus einbezogen wurde. Als von 2004 bis 2006 das Warenhaus bis auf die denkmalgeschützten Fassadenteile als Warenhaus Karstadt neu errichtet wurde, wurde auch der Platz des ehemaligen Hauses Hohe Lilie nunmehr voll in das Gebäude integriert.